# Les Atomistes
Les Atomistes est une série télévisée française en 26 épisodes de treize minutes, diffusée à partir du 12 février 1968 sur la première chaîne de l'ORTF.
Au Québec, elle a été diffusée à partir du 15 mai 1968 à la Télévision de Radio-Canada, dans un format d'une heure.

## Synopsis
L'intrigue de cette série se déroule au sein d'une centrale nucléaire infiltrée par des espions gouvernementaux.

## Distribution
- Marc Michel : Richard Derol
- Patricia Nolin : Anne
- Simone Bach : Sylvie
- François Darbon : Lorre
- Alain Nobis : Morere
- Jean Leuvrais : Frédéric
- Jacques Debary : Valère
- Yves Barsacq : Serge
- Philippe Rouleau : David
- Michèle Girardon : Gisèle

## Fiche technique
- Scénario : Bernard Thomas, Agnès van Parys, Michel Levine
- Réalisation : Léonard Keigel
- Lieux de tournage : dans les centres du Commissariat à l'énergie atomique de Saclay, Cadarache et Fontenay-aux-Roses.

## Épisodes
1. Le Recrutement 1er épisode[1]
2. Le Recrutement 2e épisode[2]
3. Le Recrutement 3e épisode[3]
4. Le Recrutement 4e épisode[4]
5. Le Recrutement 5e épisode[5]
6. La Découverte 1er épisode[6]
7. La Découverte 2e épisode[7]
8. La Découverte 3e épisode[8]
9. La Découverte 4e épisode[9]
10. La Découverte 5e épisode[10]
11. L'Espionnage 1er épisode[11]
12. L'Espionnage 2e épisode[12]
13. L'Espionnage 3e épisode[13]
14. L'Espionnage 4e épisode[14]
15. L'Espionnage 5e épisode[15]
16. L'Accident 1er épisode[16]
17. L'Accident 2e épisode[17]
18. L'Accident 3e épisode[18]
19. L'Accident 4e épisode[19]
20. L'Accident 5e épisode[20]
21. La Crise 1er épisode[21]
22. La Crise 2e épisode[22]
23. La Crise 3e épisode[23]
24. La Crise 4e épisode[24]
25. La Crise 5e épisode[25]
26. La Crise 6e épisode[26]